# Apcar Baltazar

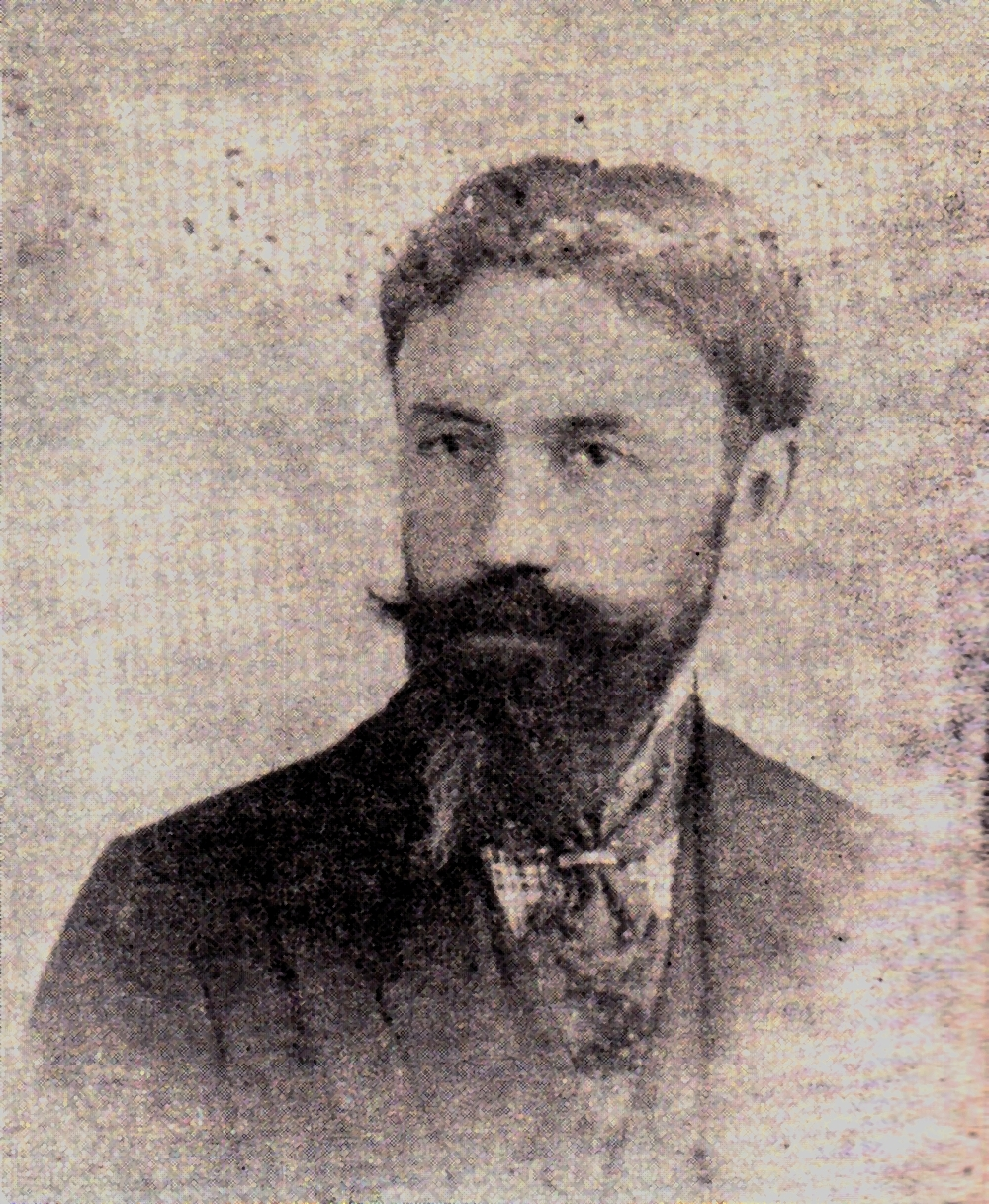
Apcar Baltazar (Foto)

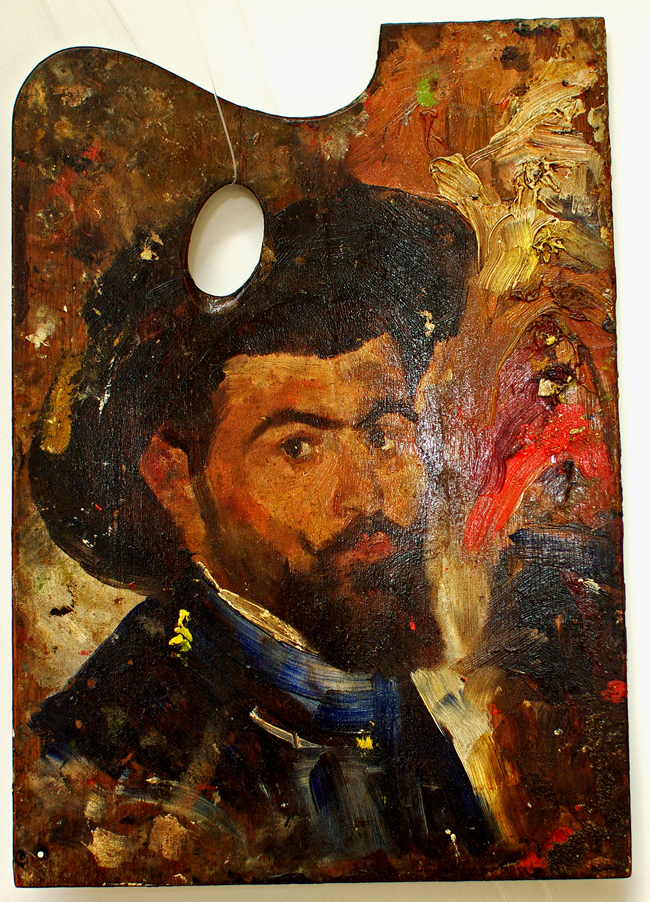
Selbstporträt auf einer Palette

Apcar Baltazar  oder Abgar Baltazar (* 26. Februar 1880 in Bukarest; † 26. September 1909 ebenda) war ein rumänischer Maler armenischer Abstammung. Er war ein Repräsentant des Art Nouveau in Rumänien.
Baltazar studierte von 1896 bis 1901 Bildende Kunst an der Nationalen Universität der Künste in Bukarest.  Zu seinen Lehrern gehörten der Porträtmaler George Demetrescu Mirea (1852–1934) und der Kunsthistoriker Alexandru Tzigara-Samurcaș (1872–1952). Apcar Baltazar hatte Ausstellungen mit „Tinerimea artistică“ (Junge Kunst, 1903) oder im Bukarester Athenäum (1907).
Er war auch Kunstkritiker der Zeitschriften Viaţa romanească (Rumänisches Leben), Convorbiri literare (Literarische Gespräche) und Voinţa naţională.
Das Muzeul Național de Artă al României zeigte 1980 unter dem Titel Apcar Baltazar (1880–1909) eine Retrospektive, zu der ein Katalog herausgegeben wurde.

## Galerie

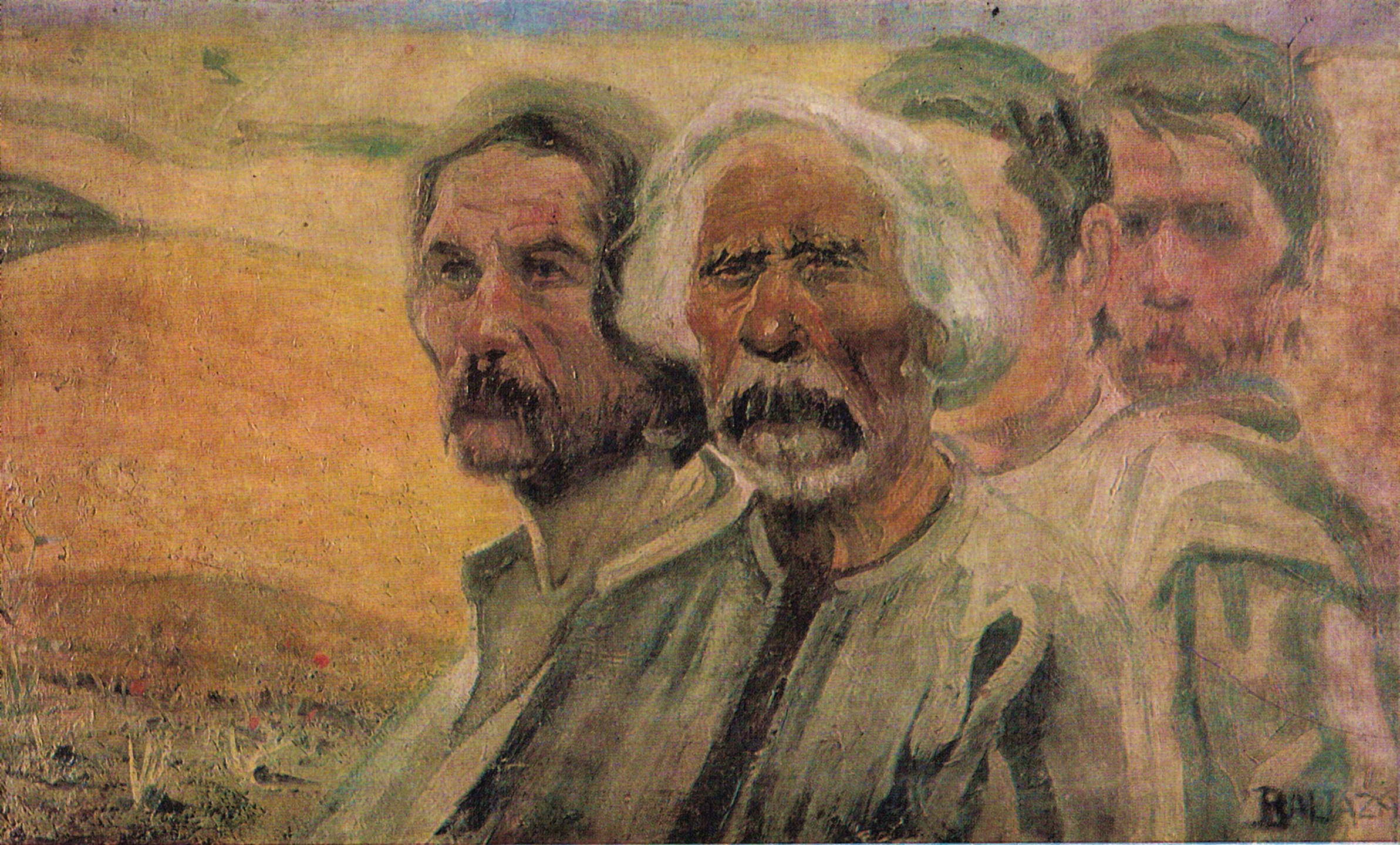
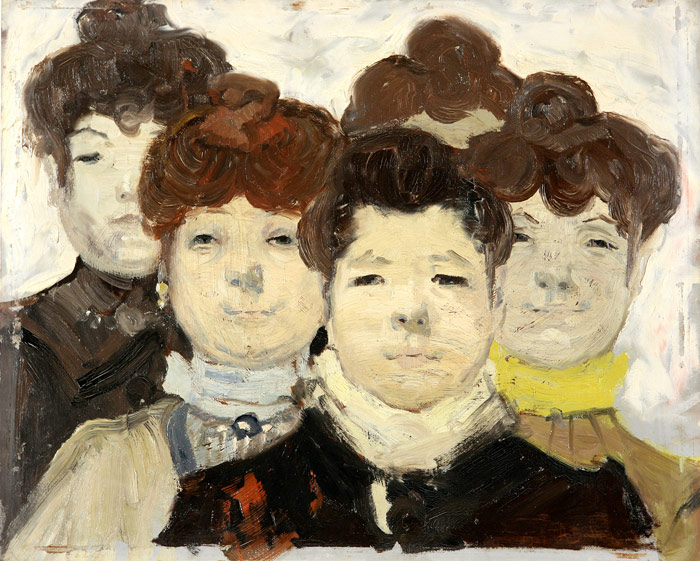
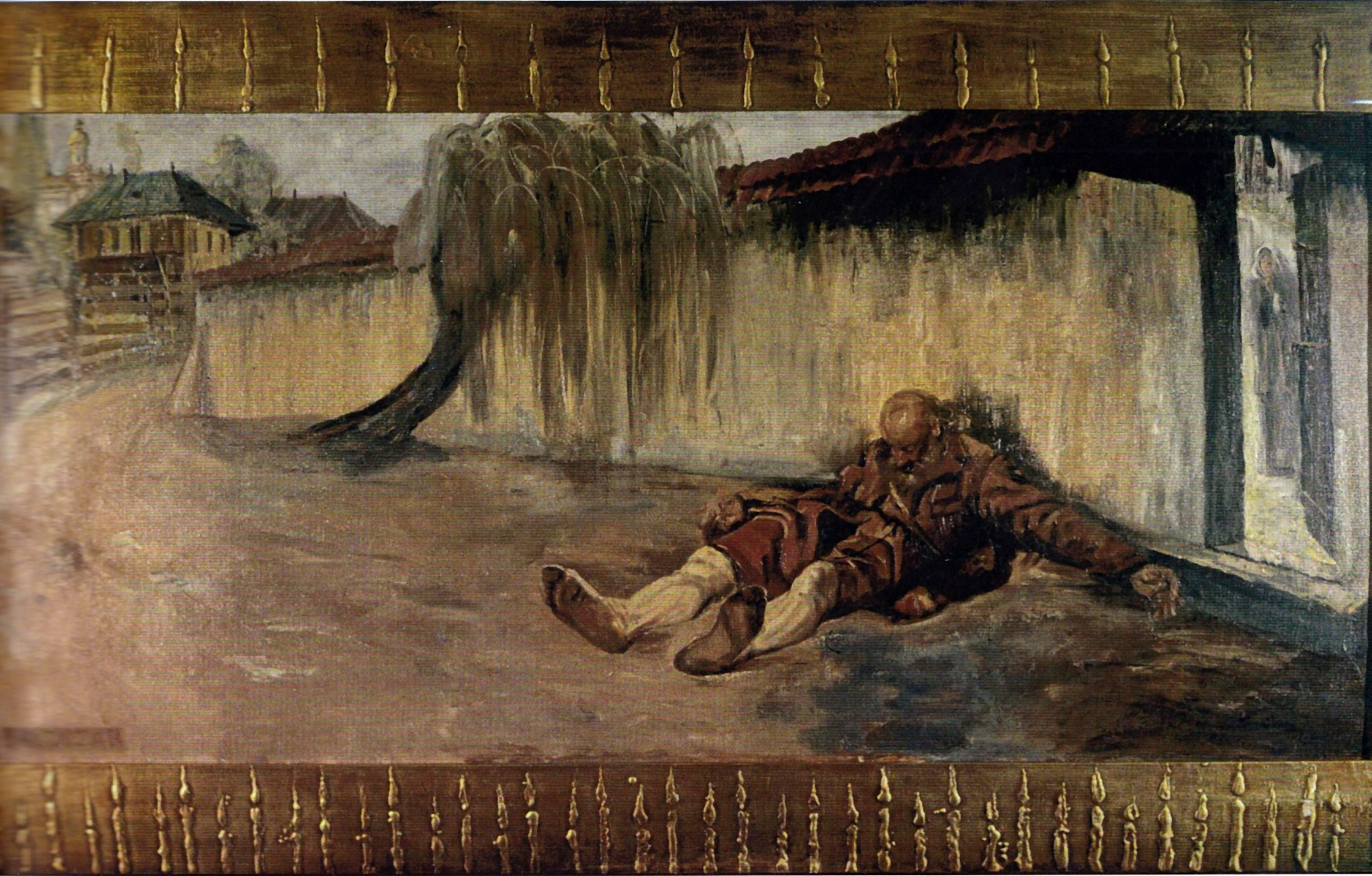